# Diocesi di Metuchen
La diocesi di Metuchen (in latino Dioecesis Metuchensis) è una sede della Chiesa cattolica negli Stati Uniti d'America suffraganea dell'arcidiocesi di Newark. Nel 2023 contava 636.728 battezzati su 1.447.109 abitanti. È retta dal vescovo James Francis Checchio.

## Territorio
La diocesi comprende 4 contee del New Jersey, negli Stati Uniti d'America: Hunterdon, Middlesex, Somerset e Warren.
Sede vescovile è la città di Metuchen, dove si trova la cattedrale di San Francesco d'Assisi (Saint Francis of Assisi Cathedral).
Il territorio si estende su 3.697 km² ed è suddiviso in 90 parrocchie.

## Storia
La diocesi è stata eretta il 19 novembre 1981 con la bolla Qui benignissimo di papa Giovanni Paolo II, ricavandone il territorio dalla diocesi di Trenton.
Il 2 agosto 1982, con la lettera apostolica Constat Christifideles, lo stesso papa Giovanni Paolo II ha confermato la Beata Maria Vergine Regina patrona principale della diocesi, e San Francesco d'Assisi patrono secondario.

## Cronotassi dei vescovi
Si omettono i periodi di sede vacante non superiori ai 2 anni o non storicamente accertati.
- Theodore Edgar McCarrick † (19 novembre 1981 - 30 maggio 1986 nominato arcivescovo di Newark)
- Edward Thomas Hughes † (11 dicembre 1986 - 8 luglio 1997 ritirato)
- Vincent DePaul Breen † (8 luglio 1997 - 4 gennaio 2002 dimesso)
- Paul Gregory Bootkoski (4 gennaio 2002 - 8 marzo 2016 ritirato)
- James Francis Checchio, dall'8 marzo 2016

## Statistiche
La diocesi nel 2023 su una popolazione di 1.447.109 persone contava 636.728 battezzati, corrispondenti al 44,0% del totale.
| anno | popolazione | popolazione | popolazione | presbiteri | presbiteri | presbiteri | presbiteri                | diaconi | religiosi | religiosi | parrocchie |
| anno | battezzati  | totale      | %           | numero     | secolari   | regolari   | battezzati per presbitero | diaconi | uomini    | donne     | parrocchie |
| ---- | ----------- | ----------- | ----------- | ---------- | ---------- | ---------- | ------------------------- | ------- | --------- | --------- | ---------- |
| 1990 | 475.000     | 1.047.000   | 45,4        | 263        | 208        | 55         | 1.806                     | 87      | 86        | 542       | 108        |
| 1999 | 495.322     | 1.194.578   | 41,5        | 240        | 210        | 30         | 2.063                     | 128     | 23        | 423       | 108        |
| 2000 | 521.614     | 1.267.442   | 41,2        | 251        | 208        | 43         | 2.078                     | 126     | 67        | 394       | 108        |
| 2001 | 522.719     | 1.253.288   | 41,7        | 249        | 207        | 42         | 2.099                     | 123     | 62        | 418       | 108        |
| 2002 | 446.794     | 1.272.078   | 35,1        | 306        | 262        | 44         | 1.460                     | 143     | 65        | 392       | 108        |
| 2003 | 548.000     | 1.304.764   | 42,0        | 254        | 204        | 50         | 2.157                     | 125     | 67        | 383       | 108        |
| 2004 | 556.682     | 1.325.432   | 42,0        | 241        | 186        | 55         | 2.309                     | 117     | 73        | 366       | 103        |
| 2012 | 637.000     | 1.516.000   | 42,0        | 215        | 178        | 37         | 2.962                     | 155     | 56        | 268       | 101        |
| 2013 | 642.000     | 1.527.000   | 42,0        | 210        | 172        | 38         | 3.057                     | 161     | 57        | 259       | 94         |
| 2016 | 643.614     | 1.399.160   | 46,0        | 199        | 160        | 39         | 3.234                     | 176     | 51        | 231       | 90         |
| 2019 | 648.300     | 1.410.087   | 46,0        | 198        | 166        | 32         | 3.274                     | 170     | 40        | 258       | 90         |
| 2021 | 620.438     | 1.410.087   | 44,0        | 197        | 161        | 36         | 3.149                     | 159     | 44        | 208       | 90         |
| 2023 | 636.728     | 1.447.109   | 44,0        | 190        | 153        | 37         | 3.351                     | 171     | 44        | 202       | 90         |